# 상상스테이
상상스테이는 KT&G의 호텔·리조트 사업 전문 브랜드이다. 2015년 KT&G는 전액 자본출자로 호텔 운영법인 (주)상상스테이를 설립하였고, 전세계 4,100여개 호텔을 운영하는 호텔그룹인 메리어트호텔(Marriott International, Inc.)과 제휴해 서울남대문호텔(코트야드 메리어트 서울 남대문)을 오픈하며 호텔사업을 시작했다. 이 호텔은 KT&G가 소유하고, 메리어트가 위탁 운영을 맡고 있다.